# Saint-Denis
Saint-Denis je grad u Francuskoj u regiji Île-de-France, u departmanu Seine-Saint-Denis. Nalazi se u sjevernom predgrađu Pariza s kojim graniči.

## Povijest
U 2. stoljeću na području Saint-Denisa postojalo je galorimsko naselje Catolacus. Sveti Dionizije Pariški, prvi biskup Pariza i zaštitnik Francuske ubijen je 250. godine i sahranjen je na groblju u Catolacusu. Sveta Genoveva je oko 475. podigla malu kapelu nad njegovim grobom, koji su posjećivali hodočasnici. U 7. stoljeću francuski kralj Dagobert I. obnovio je kapelu i pretvorio je u kraljevski samostan tj. Baziliku Saint-Denis i tu je i sahranjen; tradicija koju su nastavili skoro svi njegovi nasljednici.
Tijekom srednjeg vijeka, zbog privilegija koje mu je dodijelio Dagobert I., Saint-Denis je postao vrlo značajan. Trgovci iz cijele Europe dolazili su na sajam. Abbot Suger je 1136. započeo izgradnju bazilike koja postoji još i danas. Za vrijeme francuskih vjerskih ratova 10. studenog 1569. vođena je bitka između protestanata i katolika, u kojoj su pobijedili katolici. Godine 1590. grad se predao Henriku IV., koji je prešao na katolicizam u samostanu u Saint-Denisu.
Godine 1793., ime grada je promijenjeno u Franciade i tako ostaje sve do 1800. Poslije poraza francuske vojske u Drugom svjetskom ratu, njemačka vojska je ušla u Saint-Denis 13. lipnja 1940. U teškim bombardiranjima 21. travnja, 22. lipnja, 2. i 7. kolovoza 1944. poginulo je 355 osoba, a više stotina je ranjeno. Grad je oslobodio general Leclerc 27. kolovoza 1944.
Tijekom 1970.−tih i 1980.−tih grad zahvaća teška ekonomska kriza. Od Svjetskog prvenstva u nogometu 1998. ekonomska situacija u gradu počela se poboljšavati, jer je na stadionu Stade de France u Saint Denisu igrano i finale Svjetskog prvenstva na kojem je pobijedila Francuska.

## Znamenitosti
- Bazilika Saint-Denis, izgrađena je u 12. stoljeću, prva je crkva u gotskom stilu i služila je kao grobnica francuskih kraljeva.

- Stadion "Stade de France" izgrađen je za Svjetsko prvenstvo u nogometu 1998. i ima kapacitet 80.000 mjesta. Služi za igranje utakmica nogometne i ragbi reprezantacije, za atletska natjecanja i koncerte.

- Muzej umjetnosti i povijesti

- Kuća obrazovanja Legije časti je škola za kćeri, unuke i praunuke osoba koje su odlikovane ordenom Legije časti.

## Promet
Saint-Denis ima četiri stanice linije 13 pariškog metroa: Carrefour Pleyel, Saint-Denis - Porte de Paris, Basilique de Saint-Denis i Saint-Denis – Université. 